# 1 июня
1 июня — 152-й день года (153-й в високосные годы) по григорианскому календарю.
До конца года остаётся 213 дней.
До 15 октября 1582 года — 1 июня по юлианскому календарю, с 15 октября 1582 года — 1 июня по григорианскому календарю.
В XX и XXI веках соответствует 19 мая по юлианскому календарю.

## Праздники и памятные дни
См. также: Категория:Праздники 1 июня

### Международные
- — Всемирный день молока
- ООН — Всемирный день родителей[2]
- — Международный день защиты детей

### Национальные
- Камбоджа — День посадки деревьев
- Россия — День Северного флота
- Кения — Праздник Мадарака (День свободы)[3]
- Китай — День ребёнка.
- Монголия — День матери и ребёнка[4]
- Палау — День президента[5]
- Тунис — День Конституции
- Грузия — Святая Нина

### Религиозные
Православие
- Память священномученика Патрикия, епископа Прусского, и с ним трёх пресвитеров: Акакия, Менандра и Полиена (ок. 100)[10];
- память преподобного Корнилия, чудотворца Комельского (1537);
- память благоверного великого князя Димитрия Донского (1389);
- память преподобного Корнилия, игумена Палеостровского, Олонецкого (ок. 1420);
- память благоверного князя Иоанна Угличского, в иночестве Игнатия, Вологодского (1523);
- память преподобного Сергия Шухтомского (Шухтовского) (1609);
- память мученика Калуфа Египтянина (284—303)[11];
- память преподобного Иоанна, епископа Готфского (790);
- память священномучеников Матфия Вознесенского (1919), Виктора Каракулина, пресвитеров (1937), Онуфрия (Гагалюка), архиепископа Курского, Антония (Панкеева), епископа Белгородского, Митрофана Вильгельмского, Александра Ерошова, Михаила Дейнеки, Ипполита Красновского, Николая Садовского, Василия Иванова, Николая Кулакова, Максима Богданова, Александра Саульского, Павла Брянцева, Павла Попова, Георгия Богоявленского, пресвитеров (1938) и мученика Михаила Вознесенского (1938);
- преподобномученика Валентина (Лукьянова), иеромонаха (1940).

### Именины
- Православные: Анастасия, Андрей, Александр, Антон, Василий, Виктор, Григорий, Ипполит, Корней, Максим, Матвей, Митрофан, Михаил, Николай, Онуфрий, Павел, Дмитрий, Иван, Сергей, Игнатий.

## События
См. также: Категория:События 1 июня

### До XVIII века
- 17 до н. э. — на секулярных (вековых) играх 1—3 июня римский принцепс Август отметил начало новой эры — эры всеобщего мира. Её высшими ценностями он провозгласил верность, мир, честь, нравственность и мужество. Первые секулярные игры — праздник жертвоприношения подземным богам — состоялись в 249 г. до н. э. во время первой Пунической войны и должны были затем повторяться каждые сто лет, но в 49 г. до н. э. не состоялись из-за гражданской войны. Август восстановил древнюю традицию.
- 193 — в своём дворце убит римский император Марк Дидий Север Юлиан.
- 572 — состоялся Второй Брагский собор.
- 1252 — Альфонсо X становится королём Кастилии и Леона.
- 1298 — произошло Сражение при Трейдене между войском Ливонского ордена и войском Великого княжества Литовского.
- 1479 — В Копенгагене открыт первый в Дании университет.
- 1485 — Венгерский король Матьяш I Корвин захватил Вену.
- 1495 — первое письменное упоминание о шотландском виски в казначейских отчётах Шотландии. Винокуром был монах Джон Кор (John Cor).
- 1533 — состоялась коронация Анны Болейн.
- 1648 — в ходе Английской гражданской войны войска парламента разгромили кавалеров в битве при Мейдстоне[англ.].
- 1670 — между Чарльзом II, королём Англии и Людовиком XIV, королём Франции, был подписан секретный Дуврский договор, объединивший их страны в грядущей войне против Республики Соединённых провинций.
- 1679 — Ковенантские войны: шотландские ковенантеры разгромили королевскую армию под руководством Джона Грэхема[англ.] в Битве при Драмклог[англ.].

### XVIII век
- 1725 — Екатерина I учредила Орден Святого Александра Невского.
- 1787 — Екатерина II устроила смотр русского флота в Инкермане.
- 1792 — Кентукки становится 15-м штатом США.
- 1794 — Французские революционные войны: произошло сражение, известное как Славное первое июня.
- 1796 — Теннесси становится 16-м штатом США.
- 1798 — в Санкт-Петербурге учреждён Екатерининский институт благородных девиц[12].

### XIX век
- 1806 — в городе Петербурге заложено здание Смольного института (архитектор Джакомо Кваренги).
- 1811 — подписано всеобщее гражданское уложение Австрии.
- 1816 — консул Парагвая Хосе Гаспар Родригес де Франсия стал Постоянным диктатором Республики (исп. Dictador Perpetuo de la Republica), через четыре года переименовав свой пост в Верховного диктатора (исп. El Supremo Dictador). На этом посту Франсия, обладая неограниченной властью, находился до своей смерти в 1840.
- 1830 — в Петербурге вокруг Спасо-Преображенского собора установлена ограда из турецких орудий — трофеев русско-турецкой войны 1828—1829 годов.
- 1831 — английский исследователь Джон Росс открыл северный магнитный полюс.
- 1838 — деятели культуры выкупили из крепостной неволи украинского художника Тараса Шевченко.
- 1858 — изготовлены первые канадские монеты.
- 1860 — Принц Уэльский Альберт Эдуард (будущий король Эдуард VII) заложил в Оттаве фундамент здания канадского парламента.
- 1863 — первый управляемый полёт на дирижабле «Аэрон-1» без двигателя. Дирижабль мог отрываться от земли, лететь против ветра и совершать плавную посадку. Это происходило за счёт перемещения кабины и наклона дирижабля вверх или вниз. Полёт совершался за счёт сброса балласта.
- 1867
  - В Российской империи введён институт мировых судей.
  - Торонто провозглашён столицей канадской провинции Онтарио.
- 1868 — подписан договор Боске-Редондо, который регулировал судьбу навахо.
- 1869
  - Американский изобретатель Томас Алва Эдисон получил первый патент на электрический регистратор голосования.
  - В Дании основано Большое Северное телеграфное общество, построившее в последующие десятилетия станции подводной связи на всём пространстве Российской империи. Одна из старейших действующих в настоящее время в Западной Европе компаний — партнёров России.
- 1880 — в здании банка Нью-Хейвена (шт. Коннектикут) установлен первый платный телефон — предтеча современных телефонов-автоматов.

### XX век
- 1918 — Первая мировая война: началась битва при Белло Вуд.
- 1920 — Сенат США отверг предложение президента Вудро Вильсона установить американский протекторат над Арменией.
- 1922
  - Создана Королевская полиция Ольстера (упразднена в 2001 году).
  - Создана Ойротская автономная область в составе Алтайского края, ныне Республика Алтай.
- 1924 — со сборочного конвейера сошёл первый 6-цилиндровый автомобиль новой марки Chrysler.
- 1930 — на съезде эмигрантских русских молодёжных групп в Белграде образован Национальный Союз русской молодёжи во главе с герцогом С. Н. Лейхтенбергским (ныне — Народно-трудовой союз российских солидаристов).
- 1931
  - Заключён контракт между США и СССР об участии американских инженеров в постройке 90 советских металлургических заводов.
  - В СССР заработала правительственная линия высокочастотной конференц-связи.
- 1933 — в СССР сформирована Северная военная флотилия с местом базирования — Кольский залив. Командующим назначен Захар Закупнев.
- 1935
  - Томислав Штрабулович был пострижен в монаха с именем Фаддей (Витовницкий), один из наиболее почитаемых старцев Сербской православной церкви.
  - В Англии введён экзамен на получение водительских прав и автомобильные номера.
  - Первый полёт самолёта-амфибии S-43.
- 1936
  - Открылась первая в СССР трансконтинентальная авиалиния из Москвы во Владивосток. В те времена перелёты совершались с промежуточными посадками — за 4 суток.
  - Свадьба Чарли Чаплина и Полетт Годдар.
- 1938 — вышел первый номер журнала комиксов «Action Comics», в котором появился самый знаменитый герой комиксов Супермен. Журнал стоил ¢10, к 1995 сохранившиеся экземпляры продавались по цене свыше $75 000. Автором приключений Супермена был Джерри Сигел (Jerome «Jerry» Siegel), а художником — Джо Шустер (Joe Shuster).
- 1939 — первый полёт немецкого истребителя Focke-Wulf Fw 190 Würger.
- 1941 — Вторая мировая война: завершилась Критская операция.
- 1943 — Вторая мировая война: инцидент с рейсом 777 BOAC над Бискайским заливом.
- 1945 — началась выдача властями Великобритании казаков, боровшихся против большевизма, Советскому Союзу. Впоследствии выданные были репрессированы.
- 1946
  - Впервые в Британии выданы телевизионные лицензии; они стоят £2.
  - В Жилаве казнён кондукэтор Йон Антонеску.
- 1948 — впервые в Великобритании доставку авиапочты вертолётами начала выполнять фирма «Бритиш Юропиэн Эруэйз».
- 1950
  - Фирма грамзаписи «Decca Records» выпустила пластинку на 331⁄3 об/мин. Прежде пластинки такого формата выпускались в 1931 году RCA Records и с 1948 года CBS/Columbia.
  - Первый полёт самолёта Дуглас А2D-1 «Скайшарк».
- 1955 — утверждён эскизный проект вертолёта Ми-6.
- 1960 — выполнен первый международный рейс из аэропорта Шереметьево
- 1961 — в результате слияния Imperial Bank of Canada и Canadian Bank of Commerce основана корпорация Canadian Imperial Bank of Commerce.
- 1962
  - В СССР цены на мясо, молоко, масло и яйца повышены на 25—30 %.
  - Провозглашена независимость Западного Самоа.
  - В Израиле повешен Адольф Эйхман.
- 1964 — группа The Rolling Stones прилетела в Нью-Йорк для проведения своего первого американского турне.
- 1965 — писателю Михаилу Шолохову присуждена Нобелевская премия по литературе.
- 1966
  - По китайскому национальному радио зачитано дацзыбао, призывающее к борьбе против буржуазии, с чего началась массовая кампания репрессий против интеллигенции.
  - В Канаде состоялась первая трансляция цветного телевидения.
- 1967 — вышел первый альбом Дэвида Боуи «David Bowie».
- 1970 — катастрофа чехословацкого Ту-104 близ Триполи (Ливия). Погибли 13 человек.
- 1975 — основан Патриотический союз Курдистана.
- 1976 — катастрофа советского Ту-154 в Экваториальной Гвинее. Погибли 45 человек.
- 1979 — рождение нового независимого африканского государства Зимбабве (бывшая Южная Родезия).
- 1980 — начал работу телеканал Теда Тёрнера — CNN (Cable News Network), первый круглосуточный информационный канал.
- 1988 — вступил в силу договор РСМД между СССР и США, подписанный М. С. Горбачёвым и Р. Рейганом в декабре 1987 г.
- 1990
  - На экраны США вышел фильм Пола Верховена «Вспомнить всё».
  - На канатной дороге в Тбилиси произошла авария, жертвами которой стали 19 человек.
- 1992 — Россия стала 165-м членом Международного валютного фонда (МВФ).
- 1997 — в Екатеринбурге дебютировала группа «Чичерина».
- 1998 — создан Европейский центральный банк.
- 1999 — катастрофа MD-82 в Литл-Роке, 11 погибших.

### XXI век
- 2001
  - Непальский наследный принц Дипендра расстрелял всю свою семью и через 3 дня застрелился сам, при этом погиб король Бирендра и почти все члены королевской семьи.
  - В результате теракта у дискотеки «Дольфи» в Тель-Авиве (Израиль) были убиты 21 человек, 120 — ранены.
- 2002 — начало вещания ТВС.
- 2005 — жители Нидерландов на референдуме отвергли проект Евроконституции.
- 2008 — в Москве на Тверской и Большой Никитской улицах состоялись акции российских сексуальных меньшинств.
- 2009 — катастрофа A330 в Атлантике, ставшая крупнейшей в истории французской авиации.
- 2011 — судно с беженцами на борту потерпело кораблекрушение у побережья Туниса.
- 2015 — крушение теплохода «Дунфанчжисин» на реке Янцзы в результате смерча, 442 погибших.
- 2025 — Служба Безопасности Украины провела операцию «Паутина» уничтожив на 4 аэродромах не менее 12 и повредив от 20 до 30 самолётов.

## Родились
См. также: Категория:Родившиеся 1 июня

### До XIX века
- 1134 — Жоффруа VI Анжуйский (ум. 1158), граф Анжу, Мэна и Нанта (с 1156).
- 1180 — Беренгария (ум. 1246), супруга короля Леона Альфонсо IX, королева Кастилии (в 1217).
- 1300 — Томас Бразертон, 1-й граф Норфолк (ум. 1338), сын короля Англии Эдуарда I, лорд-маршал Англии.
- 1451 — Жиль Добене, 1-й барон Добене (ум. 1508), английский аристократ.
- 1480 — Тидеман Гизе (ум. 1550), прусский католический теолог.
- 1563 — Роберт Сесил, 1-й граф Солсбери (ум. 1612), английский государственный деятель, лорд-казначей, лорд-хранитель Малой печати.
- 1633 — Джеминиано Монтанари (ум. 1687), итальянский астроном и оптик.
- 1653 — Георг Муффат (ум. 1704), немецкий композитор и органист эпохи барокко.
- 1675 — Шипионе Маффеи (ум. 1755), итальянский поэт, драматург и археолог.
- 1693 — граф Алексей Бестужев-Рюмин (ум. 1766), государственный деятель, дипломат, канцлер Российской империи при Елизавете Петровне.
- 1771 — Фердинандо Паэр (ум. 1839), итальянский композитор.
- 1780 — Карл фон Клаузевиц (ум. 1831), немецкий генерал и военный теоретик.
- 1796 — Сади Карно (ум. 1832), французский физик, один из основателей термодинамики.

### XIX век
- 1801 — Бригам Янг (ум. 1877), американский религиозный деятель, второй президент церкви мормонов.
- 1804 — Михаил Глинка (ум. 1857), композитор, родоначальник русской классической музыки.
- 1815 — Оттон I (ум. 1867), король Греции (1832—1862).
- 1819 — Константин Веселовский (ум. 1901), русский экономист, статистик, академик Петербургской АН.
- 1822 — леди Клементина Гаварден (ум. 1865), британская аристократка, одна из пионеров фотографии.
- 1825 — Джон Хант Морган (погиб в 1864), генерал армии Конфедерации во время Гражданской войны в США.
- 1826 — Карл Бехштейн (ум. 1900), немецкий фортепианный мастер, основатель компании C. Bechstein.
- 1831 — Джон Белл Худ (ум. 1879), американский генерал, участник Гражданской войны.
- 1834 — Владимир Лугинин (ум. 1911), физико-химик, профессор, основатель первой в России термохимической лаборатории.
- 1844 — Василий Поленов (ум. 1927), русский художник-передвижник, народный художник РСФСР.
- 1858 — княгиня Мария Тенишева (ум. 1928), русская общественная деятельница, художница-эмальер, коллекционер, меценат.
- 1878 — Джон Мейсфилд (ум. 1967), английский поэт, писатель и журналист, поэт-лауреат.
- 1892 — Аманулла-хан (ум. 1960), король Афганистана (1919—1929), провозгласивший в 1919 независимость от Великобритании.
- 1897 — Павел Батов (ум. 1985), генерал армии, дважды Герой Советского Союза.
- 1899 — Эдвард Чарльз Титчмарш (ум. 1963), британский математик.

### XX век
- 1902 — Зоя Гайдай (ум. 1965), украинская певица (сопрано), народная артистка СССР.
- 1906 — Андрей Баланчивадзе (ум. 1992), грузинский композитор, педагог, народный артист СССР.
- 1907 — Фрэнк Уиттл (ум. 1996), английский инженер-конструктор, «отец» турбореактивного авиадвигателя.
- 1914 — Герц Цомык (ум. 1981), советский виолончелист, педагог, заслуженный артист РСФСР.
- 1920 — Давид Самойлов (наст. фамилия Кауфман; ум. 1990), русский советский поэт и переводчик.
- 1923 — Борис Можаев (ум. 1996), русский советский писатель, сценарист.
- 1925 — Александр Шенгардт, (ум. 2020) советский и российский авиаконструктор, главный конструктор самолёта Ту-154.
- 1926
  - Энди Гриффит (ум. 2012), американский актёр, телепродюсер, сценарист, певец, лауреат «Грэмми».
  - Мэрилин Монро (наст. имя Норма Джин Мортенсон; ум. 1962), американская киноактриса, певица, модель и секс-символ 1950-х годов.
  - Ричард Швайкер (ум. 2015), американский государственный деятель.
- 1928 — Георгий Добровольский (погиб в 1971), советский космонавт, Герой Советского Союза (посмертно).
- 1929
  - Стасис Красаускас (ум. 1977), литовский график, народный художник Литовской ССР.
  - Наргис (наст. имя Фатима Абдул Рашид; ум. 1981), индийская киноактриса.
- 1930 — Евгений Птичкин (ум. 1993), композитор, автор более чем ста песен, народный артист РСФСР.
- 1935
  - Перси Адлон (ум. 2024), немецкий сценарист, кинорежиссёр и продюсер.
  - Норман Фостер, английский архитектор, лауреат Императорской и Притцкеровской премий.
- 1936 — Беким Фехмию (ум. 2010), югославский актёр албанского происхождения.
- 1937 — Морган Фримен, американский актёр и кинорежиссёр, лауреат «Оскара» и др. наград.
- 1942 — Владимир Грамматиков, советский и российский актёр театра и кино, кинорежиссёр, сценарист, продюсер.
- 1945 — Алексей Кузьмич (ум. 2013), советский и белорусский художник.
- 1947
  - Рон Вуд, британский музыкант, автор песен, участник групп The Rolling Stones и The Faces.
  - Рон Деннис, британский бизнесмен, руководитель команды «Формулы-1» «Макларен» (1981—2009).
  - Джонатан Прайс, валлийский актёр театра и кино, режиссёр, лауреат «Тони» и др. премий.
- 1948 — Пауэрс Бут (ум. 2017), американский актёр, лауреат премии «Эмми».
- 1952 — Шенол Гюнеш, турецкий футболист и тренер.
- 1955 — Евгения Симонова, советская и российская актриса театра и кино, народная артистка РФ.
- 1956 — Робин Маттсон, американская актриса кино и телевидения.
- 1958 — Намбарын Энхбаяр, премьер-министр Монголии (2000—2004), президент Монголии (2005—2009).
- 1959 — Надежда Кадышева, советская и российская певица, солистка ансамбля «Золотое кольцо», народная артистка РФ.
- 1959 — Алан Уайлдер, британский композитор, музыкант, аранжировщик и саунд-продюсер, участник группы Depeche Mode.
- 1960
  - Саймон Гэллап, английский музыкант, бас-гитарист постпанк-группы The Cure.
  - Ольга Кормухина, советская и российская певица, заслуженная артистка РФ.
  - Владимир Крутов (ум. 2012), советский хоккеист, двукратный олимпийский чемпион, 5-кратный чемпион мира.
  - Елена Мухина (ум. 2006), советская гимнастка, абсолютная чемпионка мира (1978).
- 1961
  - Вернер Гюнтёр, швейцарский толкатель ядра, многократный чемпион мира.
  - Пол Коффи, канадский хоккеист, 4-кратный обладатель Кубка Стэнли.
  - Евгений Пригожин (ум. 2023), российский предприниматель, владелец группы компаний «Конкорд», основатель ЧВК Вагнер.
- 1963 — Игорь Железовский (ум. 2021), советский и белорусский конькобежец, 6-кратный чемпион мира, призёр Олимпиады.
- 1965
  - Лариса Лазутина, советская и российская лыжница, 5-кратная олимпийская чемпионка, многократная чемпионка мира.
  - Виталий Хаев, российский актёр театра и кино, телеведущий.
  - Найджел Шорт, английский шахматист, гроссмейстер.
- 1968
  - Джейсон Донован, австралийский актёр и поп-певец.
  - Матиас Руст, немецкий пилот-любитель, в 1987 г. приземливший свой легкомоторный самолёт в Москве.
- 1969 — Тери Поло, американская актриса кино и телевидения.
- 1970 — Алекси Лалас, американский футболист.
- 1973 — Хайди Клум, немецкая супермодель, актриса и телеведущая.
- 1974
  - Аланис Мориссетт, канадская и американская певица, композитор, актриса.
  - Мелисса Сейджмиллер, американская актриса кино и телевидения.
- 1975 — Никол Пашинян, премьер-министр Армении (с 2018).
- 1976 — Пётр Буслов, российский кинорежиссёр, сценарист, продюсер и актёр.
- 1977
  - Андреа Богарт, американская актриса кино и телевидения.
  - Сара Уэйн Кэллис, американская актриса кино и телевидения.
  - Даниэль Харрис, американская актриса, кинорежиссёр и продюсер.
- 1978 — Антониетта Ди Мартино, итальянская прыгунья в высоту, многократный призёр чемпионатов мира.
- 1979 — Маркус Перссон, шведский программист, создатель Minecraft.
- 1981 — Эми Шумер, американская стендап-комедиантка, сценаристка, продюсер и актриса.
- 1982 — Жюстин Энен, бельгийская теннисистка, бывшая первая ракетка мира.
- 1984 — Жан Босежур, чилийский футболист.
- 1985 — Тирунеш Дибаба, эфиопская бегунья на длинные дистанции, трёхкратная олимпийская чемпионка.
- 1986 — Дайана Мендоса, венесуэльская фотомодель, Мисс Вселенная 2008.
- 1987 — Ярислей Сильва, кубинская прыгунья с шестом, чемпионка мира (2015).
- 1988 — Хавьер Эрнандес, мексиканский футболист, лучший бомбардир в истории сборной Мексики.
- 1989 — Наталия Гончарова, российская волейболистка, чемпионка мира (2010), двукратная чемпионка Европы.
- 1992
  - Кира Пластинина, российский модельер и дизайнер.
  - Джанмарко Тамбери, итальянский прыгун в высоту, олимпийский чемпион (2020), чемпион мира (2016) и Европы (2019).
- 1995 — Полина Попова, российская фотомодель, Мисс Россия 2017.
- 1996 — Том Холланд, британский актёр, обладатель премии BAFTA и др. наград.
- 1997 — Юссеф Эн-Несири, марокканский футболист.
- 1999 — Дмитрий Алиев, российский фигурист-одиночник, чемпион Европы (2020).
- 2000 — Уиллоу Шилдс, американская актриса кино и телевидения.

## Скончались
См. также: Категория:Умершие 1 июня

### До XIX века
- 1434 — Владислав Ягелло (Ягайло), король польский (с 1386), великий князь литовский.
- 1437 — Дионисий Глушицкий (р. 1363), святой Русской церкви, почитаемый в лике преподобных, основатель и игумен нескольких монастырей на реке Глушице, иконописец.
- 1616 — Токугава Иэясу (р. 1543), дипломат и военачальник, основатель династии сёгунов Токугава, объединитель Японии.
- 1736 — Ахмед III (р. 1673), 23-й османский султан (1703—1730).

### XIX век
- 1823 — Луи-Никола Даву (р. 1770), маршал Франции времён наполеоновских войн.
- 1841
  - Франсуа Аппер (р. 1749), французский изобретатель консервов.
  - сэр Дейвид Уилки (р. 1785), шотландский живописец.
- 1846 — Григорий XVI (в миру Бартоломео Альберто Капеллари; р. 1765), 254-й папа римский (1831—1846).
- 1868 — Джеймс Бьюкенен (р. 1791), 15-й президент США (1857—1861).
- 1879 — погиб Наполеон IV Эжен Луи Жан Жозеф Бонапарт (р. 1856), последний представитель династии Бонапартов, титулярный император Франции (1870—1879).
- 1889 — Орест Миллер (р. 1833), историк русской литературы, лидер славянофилов.
- 1890 — Камилу Каштелу Бранку (р. 1825), португальский прозаик, поэт, драматург и критик.
- 1892 — Пётр Грузинский (р. 1837), русский художник-баталист и жанрист.

### XX век
- 1901 — Козьма Солдатёнков (р. 1818), русский фабрикант, книгоиздатель, меценат.
- 1943 — погиб Лесли Говард (р. 1893), британский актёр театра и кино, кинопродюсер и кинорежиссёр.
- 1944 — погиб Владо Багат (р. 1915), партизан, Народный Герой Югославии.
- 1946 — по приговору трибунала казнён генерал Ион Антонеску (р. 1882), кондукэтор Румынии в 1940—1944 гг.
- 1954 — Мартин Андерсен-Нексё (р. 1869), датский писатель-коммунист, один из основателей Коммунистической партии Дании.
- 1962 — Адольф Эйхман (р. 1906), немецкий офицер, сотрудник гестапо, один из главных нацистских преступников.
- 1968 — Хелен Келлер (р. 1880), слепоглухая американская писательница, общественный деятель и преподаватель.
- 1973 — Александр Савицкий (р. 1887), хирург, один из основоположников онкологии в СССР, академик АМН СССР, Герой Социалистического Труда.
- 1979 — Вернер Форсман (р. 1904), немецкий хирург и уролог, один из авторов метода катетеризации сердца, лауреат Нобелевской премии 1956 года.
- 1983 — Анна Зегерс (урожд. Нетти Рейлинг; р. 1900), немецкая писательница.
- 1984 — Архип Люлька (р. 1908), советский учёный, конструктор авиадвигателей, Герой Социалистического Труда.
- 1987 — Ходжа Ахмад Аббас (р. 1914), индийский писатель, продюсер, сценарист, кинорежиссёр и журналист.
- 1988 — Александр Ишков (р. 1905), руководитель рыбной промышленности СССР.
- 1997
  - Вадим Коростылёв (р. 1923), русский советский писатель, поэт, драматург, сценарист.
  - Николай Тихонов (р. 1905), председатель Совета министров СССР в 1980—1985 гг.
- 1999 — Кристофер Кокерелл (р. 1910), английский изобретатель, создатель судна на воздушной подушке.

### XXI век
- 2001 — погиб Бирендра (р. 1945), 10-й король Непала (1972—2001).
- 2003 — Евгений Матвеев (р. 1922), советский и российский актёр, кинорежиссёр, сценарист, педагог, общественный деятель, народный артист СССР.
- 2005 — Майк Маршалл (р. 1944), французский и американский актёр.
- 2008 — Ив Сен-Лоран (р. 1936), французский модельер.
- 2010 — Андрей Вознесенский (р. 1933), поэт и прозаик, лауреат Государственной премии СССР.
- 2020 — Скорик, Мирослав Михайлович (р. 1938), советский и украинский композитор.
- 2021 — Амадей Савойский (р. 1943), 5-й герцог Аостский (1948—2006), король Хорватии (1943—1945), претендент на трон Италии.
- 2024 — Артур Чилингаров (р. 1939), советский и российский океанолог, Герой Советского Союза и Российской Федерации, лауреат Государственной премии СССР.

## Приметы
- Иван Долгий. Если первые два дня месяца идёт дождь, весь июнь будет сухой. В этот день весна умывается, лету в пояс кланяется[13].